# Мартиноцци, Анна Мария
Анна Мария Мартино́цци (итал. Anne Marie Martinozzi; 1637[…], Рим — 4 февраля 1672, Париж) — «мазарине́тка», племянница первого министра Франции и кардинала Джулио Мазарини; супруга принца Армана де Бурбон-Конти, главы младшей ветви династии Бурбонов-Конти, родная сестра Лауры Мартиноцци супруги Альфонсо IV д’Эсте, тётка Марии Моденской — королевы Англии, Шотландии и Ирландии, супруги короля Якова II.

## Биография
Дочь Джероламо Мартиноцци от брака с Лаурой Маргаритой Мазарини, старшей сестрой кардинала Мазарини. В 1647 году вместе с матерью и сестрой Лаурой приехала во Францию. Они жили во дворце Пале-Рояль и Анна Австрийская лично заботилась об образование девочек. Будучи блондинкой, при дворе Анна Мария получила прозвище «чуда со светлыми волосами» и с раннего возраста обещала стать красавицей.
В 1651 году дядя-кардинал пытался устроить её брак со своим сторонником Луи де Ногаре и де Фуа, маркизом де Лавалетт, герцогом де Кандаль (1627—1658), командующим королевской армией в Гиени во время Фронды, но по желанию жениха свадьба была отложена на два года. В 1653 году Анна Мария покинула монастырь, где воспитывалась, и приехала в Париж, чтобы стать женой герцога. Но последний не спешил связывать себя узами столь неравного брака, и свадьба все время откладывалась.
После подписания в июне 1653 года мира с городом Бордо Мазарини решил выдать одну из своих племянниц за Армана де Бурбон-Конти. Для устройства этого брака он обратился с предложением к секретарю принца Сарразену и обещал ему большое вознаграждение, если всё уладится. По одной из версий, принц Конти принял предложение с условием, что ему предоставят на выбор всех племянниц кардинала, и выбрал Анну Марию Мартиноцци. По другой версии, он не хотел сам выбрать невесту и говорил: «Мне все равно, та или другая; я женюсь на кардинале, а вовсе не на племяннице его». Вследствие этой сделки принц Конти, уступив все свои доходы с имения аббату Монтрёйлю, прибыл в Париж, где был обласкан Мазарини и получил 600 тыс. фунтов приданого.
Подписание брачного договора состоялось 21 февраля 1654 года в Лувре, а на следующий день была отпразднована пышная свадьба. Первые годы брака супруги подолгу жили врозь. В июне 1654 года принц Конти принял командование в Каталонии и был вынужден уехать. Только в ноябре 1656 года он смог увидеться с женой, но уже весной 1657 года из-за возобновления войны в Испании покинул её вновь. Вдали от мужа Анна-Мария проводила всё время при дворе, где вместе с сёстрами и кузинами вела светскую жизнь. В 1660 году она тяжело заболела и после выздоровления погрузилась в религию, считая, что исцелилась исключительно благодаря молитвам. Покинув двор, она вела затворнический образ жизни и много времени уделяла благим делам. Овдовев в 1666 году, Анна Мария отказалась от нового брака, несмотря на свой молодой возраст, и посвятила себя воспитанию двух своих сыновей.
Умерла через шесть лет в феврале 1672 года в отеле Конти от инсульта.

С принцессой де Конти случился удар; она ещё не умерла, но лежит без сознания, безмолвная, пульса нет. Её мучают, чтобы привести в сознание. В её комнате находятся сто человек, а в её доме триста человек: все плачут, кричат… Принцесса умерла в четыре часа утра, вскрикнув, и судорожно сжала руку стоявшей около неё женщины. Трудно представить себе уныние окружающих… печаль всеобщая. Король казался тронутым и произнес ей надгробное слово, сказав, что она более выдавалась своей добродетелью, чем состоянием. Я видела эту святую принцессу; она изуродована врачами; ей вырвали два зуба и прижгли голову; поэтому, если бы бедная пациентка не умерла от удара, она была бы достойна сожаления, оставшись в живых. Принцесса была постоянно готова к смерти, но не почувствовала, когда она к ней пришла. По её желанию 20 тыс. экю роздано бедным, столько же слугам.— Мадам де Севинье
По завещанию тело её было похоронено в церкви Сен-Андре-де-Арк, где позднее её сыновья воздвигли гробницу работы скульптора Ф. Жирардона, сердце же её было помещено в церкви кармелиток на улице Сен-Жак в Париже.
В браке имела троих сыновей: Луи де Бурбон (6 сентября 1658 — 14 сентября 1658), Луи Арман I (1661—1685; 2-й принц де Конти) и Франсуа Луи (1664—1709; 3-й принц де Конти). После смерти матери находились под опекой тетки мадам де Лонгвиль и принца де Конти.